# 윌리엄 글라이스틴 주니어

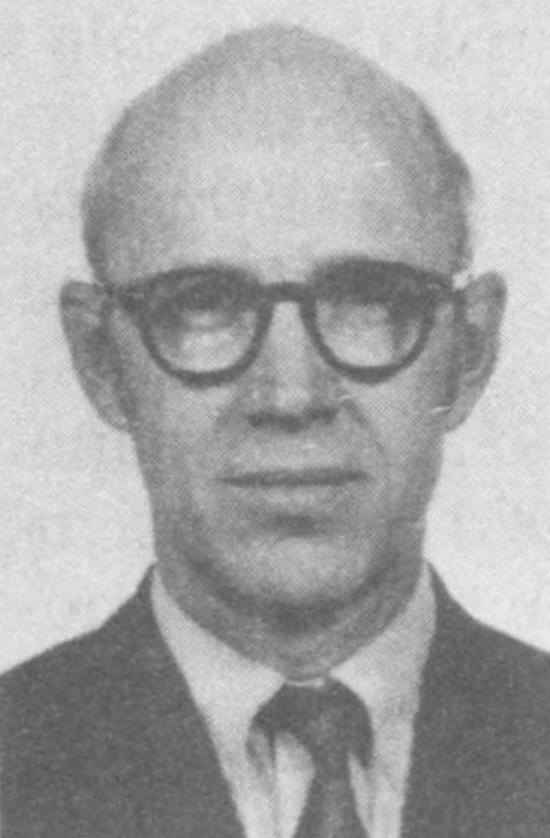
미국 국무부 동아시아·태평양 부차관보 시절 글라이스틴(1978년경)

윌리엄 글라이스틴 주니어(영어: William H. Gleysteen, Jr, 1926년 ~ 2002년 12월 6일)는 미국의 전 외교관이다.

## 생애
1926년 중국 베이징에서 태어나 중국에서 성장했다. 예일대학교에서 유럽정신학을 전공하고 1951년부터 외교관 생활을 했다. 외교관 생활 30여년의 대부분 기간에 동아시아 관련 업무를 맡았다. 국무부 동아태 부차관보를 두 차례 지냈고, 주한대사가 마지막 공직이었다. 1978~1981년 주한 미국 대사로 근무하는 동안 1979년 박정희 대통령 사망, 1980년 신군부의 쿠데타 등 한국 현대사의 큰 사건이 있었다. 박정희 대통령이 김영삼을 의원직에서 제명했을 때 지미 카터 미국 대통령이 주한 대사 윌리엄 글라이스틴 주니어를 소환하며 한·미관계가 악화되었다. 1988년 대사 재직시 미국이 신군부의 등장과 집권을 용인했다는 이유로 야당으로부터 광주특위에 증인으로 출석할 것을 요청받았으나 거부하였다. 2002년 급성 백혈병으로 사망했다.

## 저서
- 회고록 《깊숙한 개입,제한된 영향력》(1999년)

| 전임 리처드 스나이더 | 제11대 주한 미국 대사 1978년 7월 ~ 1981년 6월 | 후임 리처드 워커 |